# Α-Amylaza
α-Amylaza (4-glukanohydrolaza α-1,4 glukanu, EC 3.2.1.1) – organiczny związek chemiczny, enzym z grupy amylaz, hydrolizujący losowe wiązania α−1,4−glikozydowe α−glikanów (skrobii, glikogenu i analogicznych cukrów) do oligosacharydów o różnej długości łańcucha. Koniec redukujący produktu hydrolizy jest anomerem α, z czego wynika oznaczenie „α” w nazwie tego enzymu (a nie z konfiguracji hydrolizowanego). W jamie ustnej α-amylaza obecna w ślinie inicjuje trawienie polisacharydów do oligosacharydów, maltozy i glukozy, po czym proces ten kontynuowany przez amylazę trzustkową, która kończy hydrolizę na poziomie tri- i disacharydów. Są one ostatecznie rozkładane do glukozy w jelitach. W organizmie człowieka α-amylaza produkowana jest głównie przez ślinianki oraz trzustkę, a jej najwyższą aktywność stwierdza się w ślinie i soku trzustkowym. Ponadto jest ona obecna m.in. w śluzówce jelita, moczu, mięśniach, nerkach, płucach, płynie mózgowo-rdzeniowym, pocie, nasieniu oraz w komórkach nowotworowych. α-Amylazy występują u kręgowców, bezkręgowców, w roślinach i mikroorganizmach.
U człowieka α-amylaza jest kodowana przez dwa geny, znajdujące się w chromosomie 1. W jej centrum aktywnym znajdują się trzy reszty aminokwasowe: kwasu glutaminowego (233 miejsce w łańcuchu białkowym) i kwasu asparaginowego (miejsce 197 i 300). 

## Historia
W 1811 r. Gottlieb Kirchhoff, a w 1830 r. Augustin-Pierre Dubrunfaut odkryli, że zdolność do rozkładu skrobi mają ekstrakty pszenicy i słodu jęczmiennego, a czynnik odpowiedzialny za ten rozkład nazwano diastazą. W 1925 r. Kuhn zastąpił to określenie α-amylazą (od greckiej nazwy skrobii amylon).

## Biologia człowieka

α-Amylaza z zaznaczonymi resztami aminokwasowymi, które wchodzą w skład miejsca aktywnego. Kolor różowy: kwas glutaminowy (233 miejsce w łańcuchu białkowym); kolor żółty: kwas asparaginowy (197 miejsce); kolor niebieski: kwas asparaginowy (300 miejsce).

U człowieka opisano pięć izoenzymów α-amylazy (trzy izoformy amylazy ślinowej oraz dwie amylazy trzustkowej). Struktury ludzkich izoenzymów α-amylazy zostały określone metodą krystalografii rentgenowskiej.

### Amylaza ślinowa
α-Amylaza ślinowa (ptalina) występuje w formie pojedynczego łańcucha zbudowanego z 18 reszt aminokwasowych. Ptialina jest syntetyzowana na polirybosomach kоmórek gruczołów ślinowych, a następnie przechowywana w postaci ziaren w cytoplazmie komórki jako proenzym.
Optymalne pH dla działania ptialiny wynosi 6,7 (zakres działania waha się od 5,6 do 6,9), a temperatura 37 °C. Ptialina wymaga obecności jonów chlorkowych, bromkowych i jodkowych. Enzym jest inaktywowany poniżej pH 3,3 żołądka.
Badania opublikowane w pierwszej dekadzie XXI w. wskazały, że oznaczanie poziomu α-amylazy ślinowej może być przydatne jako wskaźnik stresu psychospołecznego i nieinwazyjny biomarker aktywności układu współczulnego. Później odkryto również korelację aktywności α-amylazy ślinowej (oraz liczby kopii genu AMY1 kodującego ten enzym) z ryzykiem występowania próchnicy.

### Amylaza trzustkowa
Amylaza trzustkowa jest białkiem globularnym o masie cząsteczkowej 52 kD. α-amylaza trzustkowa syntetyzowana jest w komórkach pęcherzykowych trzustki i przechowywana w cytoplazmie tych komórek w postaci nieczynnego proenzymu. Enzym wydzielany jest do przewodu pokarmowego w postaci czynnej, a jego aktywność jest zależna od obecności jonów wapnia w centrum katalitycznym. Miejscem działania enzymu jest jelito cienkie. Syntezę amylazy trzustkowej pobudza insulina.

### Inhibitory α-amylaz
Inhibitory α-amylaz używane są w profilaktyce i leczeniu m.in. cukrzycy typu 2 i otyłości ze względu na to, że opóźniają i blokują poposiłkowe trawienie i wchłanianie węglowodanów, dzięki czemu kontrolują wzrost poziomu glukozy we krwi. Do inhibitorów α-amylaz należą flawonoidy, polifenole, garbniki roślinne, terpeny i pochodne kwasu cynamonowego.

### Diagnostyka medyczna
Aktywność α-amylazy oznaczana może być w próbkach krwi żylnej pobranych na skrzep, porannej próbce moczu oraz w płynie z jam ciała i w soku trzustkowym. Zakres normy α-amylazy wykazuje dużą zmienność, która jest zależna od wieku pacjenta oraz metody oznaczania, jednak po 60. roku życia jej aktywność stopniowo się zwiększa, będąc następstwem upośledzenia czynności nerek i jej retencji w organizmie. Całkowita aktywność α−amylazy w surowicy jest zależna od aktywności amylaz pochodzących z tkanek, czasu półtrwania enzymu (który według różnych metod oznaczania wynosi od 1,4 do 17,7 godziny), czynności nerek, klirensu wątrobowego i pojemności inhibitorowej.
Stężenie α-amylazy rośnie w przypadku ostrego zapalenia trzustki (OZT). Powinno obniżać się po 2-5 dniach, w innym przypadku należy spodziewać się powikłań choroby. W przypadku OZT podwyższone stężenie amylazy w moczu może utrzymywać się do 3 tygodni z powodu przedłużonego oczyszczania nerkowego.
Podwyższone stężenie α-amylazy może wystąpić również w przypadku m.in. urazów trzustki, perforacji wrzodu trawiennego, ciąży pozamacicznej, ostrego zapalenia wyrostka robaczkowego, ostrego zapalenia pęcherzyka żółciowego, niewydolności nerek, urazu głowy czy kwasicy ketonowej.

## Przemysł
α-Amylazy wraz z proteazami stanowią ponad 70% światowego rynku biokatalizatorów. Do produkcji α-amylaz wykorzystuje się bakterie (zazwyczaj szczepy Bacillus, Streptomyces i Thermomyces lanuginosus) i grzyby, zwykle z rodzajów Rhizopus, Trichoderma, Penicillium, Fusarium i Aspergillus. Preparaty otrzymywane z grzybów są bardziej stabilne termicznie od bakteryjnych. 
Enzymy te są szeroko stosowane w przemyśle papierniczym, tekstylnym, farmaceutycznym, piwowarskim, spożywczym i cukrowniczym, a także do upłynniania skrobi. Podstawowe zastosowanie α-amylazy w przemyśle to hydroliza skrobi, dzięki czemu otrzymuje się z niej glukozę i maltozę.